# Olympische Sommerspiele 2012/Schwimmen – 200 m Brust (Frauen)
Der Wettbewerb über 200 Meter Brust der Frauen bei den Olympischen Spielen 2012 in London wurde am 1. und 2. August 2012 im London Aquatics Centre ausgetragen. 34 Athletinnen nahmen daran teil. 
Es fanden fünf Vorläufe statt. Die 16 schnellsten Schwimmerinnen aller Vorläufe qualifizierten sich für die beiden Halbfinals, die am gleichen Tag ausgetragen wurden. Für das Finale am nächsten Tag qualifizierten sich hier die acht schnellsten Starterinnen beider Läufe.
Abkürzungen:

WR = Weltrekord, OR = olympischer Rekord, NR = nationaler Rekord

ER = Europarekord, NAR = Nordamerikarekord, SAR = Südamerikarekord, ASR = Asienrekord, AFR = Afrikarekord, OZR = Ozeanienrekord

PB = persönliche Bestleistung, JWB = Jahresweltbestzeit

## Bestehende Rekorde
| Weltrekord         | Annamay Pierse ( Kanada)           | 2:20,12 min | Rom, Italien                | 30. Juli 2009   |
| Olympischer Rekord | Rebecca Soni ( Vereinigte Staaten) | 2:20,22 min | Peking, Volksrepublik China | 15. August 2008 |

## Titelträger
| Olympiasieger | Rebecca Soni ( Vereinigte Staaten) | 2:20,22 min | Peking 2008   |
| Weltmeister   | Rebecca Soni ( Vereinigte Staaten) | 2:21,47 min | Shanghai 2011 |
| Europameister | Sara Nordenstam ( Norwegen)        | 2:26,91 min | Debrecen 2012 |

## Vorlauf

### Vorlauf 1
1. August 2012
| Platz | Name             | Nation      | Zeit        | Anmerkung |
| ----- | ---------------- | ----------- | ----------- | --------- |
| 1     | Alia Atkinson    | Jamaika     | 2:28,77 min | NR        |
| 2     | Anna Sztankovics | Ungarn      | 2:29,67 min |           |
| 3     | Darja Talanowa   | Kirgisistan | 2:38,01 min |           |

### Vorlauf 2
1. August 2012
| Platz | Name                      | Nation     | Zeit        | Anmerkung |
| ----- | ------------------------- | ---------- | ----------- | --------- |
| 1     | Hanna Dserkal             | Ukraine    | 2:27,09 min | NR        |
| 2     | Martina Moravčíková       | Tschechien | 2:28,54 min |           |
| 3     | Hrafnhildur Lúthersdóttir | Island     | 2:29,60 min |           |
| 4     | Dilara Buse Günaydın      | Türkei     | 2:30,64 min |           |
| 5     | Sarra Lajnef              | Tunesien   | 2:31,15 min |           |
| 6     | Jenna Laukkanen           | Finnland   | 2:31,23 min |           |
| 7     | Tanja Šmid                | Slowenien  | 2:32,19 min |           |

### Vorlauf 3
1. August 2012
| Platz | Name              | Nation     | Zeit        | Anmerkung |
| ----- | ----------------- | ---------- | ----------- | --------- |
| 1     | Satomi Suzuki     | Japan      | 2:23,22 min |           |
| 2     | Ji Liping         | China      | 2:25,76 min |           |
| 2     | Back Su-yeon      | Südkorea   | 2:25,76 min |           |
| 4     | Suzaan van Biljon | Südafrika  | 2:25,94 min |           |
| 5     | Sally Foster      | Australien | 2:26,04 min |           |
| 6     | Sara El Bekri     | Marokko    | 2:26,05 min | NR        |
| 7     | Tera van Beilen   | Kanada     | 2:27,70 min |           |
| 8     | Sara Nordenstam   | Norwegen   | 2:27,90 min |           |

### Vorlauf 4
1. August 2012
| Platz | Name            | Nation         | Zeit        | Anmerkung |
| ----- | --------------- | -------------- | ----------- | --------- |
| 1     | Joline Höstman  | Schweden       | 2:25,44 min |           |
| 2     | Kanako Watanabe | Japan          | 2:26,38 min |           |
| 3     | Martha McCabe   | Kanada         | 2:26,39 min |           |
| 4     | Julija Jefimowa | Russland       | 2:26,83 min |           |
| 4     | Jeong Da-rae    | Südkorea       | 2:26,83 min |           |
| 6     | Stacey Tadd     | Großbritannien | 2:27,18 min |           |
| 7     | Sun Ye          | China          | 2:27,94 min |           |
| 8     | Nađa Higl       | Serbien        | 2:28,38 min |           |

### Vorlauf 5
1. August 2012
| Platz | Name                    | Nation             | Zeit        | Anmerkung |
| ----- | ----------------------- | ------------------ | ----------- | --------- |
| 1     | Rebecca Soni            | Vereinigte Staaten | 2:21,40 min |           |
| 2     | Rikke Møller Pedersen   | Dänemark           | 2:22,69 min | NR        |
| 3     | Micah Lawrence          | Vereinigte Staaten | 2:24,50 min |           |
| 4     | Anastassija Tschaun     | Russland           | 2:25,39 min |           |
| 5     | Tessa Wallace           | Australien         | 2:26,94 min |           |
| 6     | Fanny Lecluyse          | Belgien            | 2:27,30 min |           |
| 7     | Marina García Urzainqui | Spanien            | 2:27,57 min |           |
| 8     | Chiara Boggiatto        | Italien            | 2:27,74 min |           |

## Halbfinale

### Lauf 1
1. August 2012
| Platz | Name                  | Nation             | Zeit        | Anmerkung |
| ----- | --------------------- | ------------------ | ----------- | --------- |
| 1     | Rikke Møller Pedersen | Dänemark           | 2:22,23 min | NR        |
| 2     | Julija Jefimowa       | Russland           | 2:23,02 min |           |
| 3     | Micah Lawrence        | Vereinigte Staaten | 2:23,39 min |           |
| 4     | Sally Foster          | Australien         | 2:24,46 min |           |
| 5     | Back Su-yeon          | Südkorea           | 2:24,67 min |           |
| 6     | Joline Höstman        | Schweden           | 2:24,77 min |           |
| 7     | Kanako Watanabe       | Japan              | 2:27,32 min |           |
| 8     | Tessa Wallace         | Australien         | 2:27,38 min |           |

### Lauf 2
1. August 2012
| Platz | Name                | Nation             | Zeit        | Anmerkung |
| ----- | ------------------- | ------------------ | ----------- | --------- |
| 1     | Rebecca Soni        | Vereinigte Staaten | 2:20,00 min | WR, OR    |
| 2     | Satomi Suzuki       | Japan              | 2:22,40 min |           |
| 3     | Suzaan van Biljon   | Südafrika          | 2:23,21 min | AFR       |
| 4     | Martha McCabe       | Kanada             | 2:24,09 min |           |
| 5     | Sara El Bekri       | Marokko            | 2:25,86 min | NR        |
| 6     | Anastassija Tschaun | Russland           | 2:26,08 min |           |
| 7     | Ji Liping           | China              | 2:27,26 min |           |
| 8     | Jeong Da-rae        | Südkorea           | 2:28,74 min |           |

## Finale
Siegerin Rebecca Soni verbesserte den Weltrekord gleich zweimal. Erstmals schwamm eine Athletin schneller als 2:20 Minuten. Erstmals konnte mit Soni eine Olympiasiegerin ihren Titel über 200 Meter Brust verteidigen.

El Bakri (MAR), die im Halbfinale ausschied, konnte den Landesrekord gleich zweimal verbessern, die im Finale auf Platz 4 geschwommene Dänin Rikke Møller Pedersen sogar gleich dreimal.

Julija Jefimowa gelang der erste russische Medaillengewinn in dieser Disziplin.

2. August 2012, 19:40 Uhr MEZ
| Platz | Name                  | Nation             | Zeit        | Anmerkung |
| ----- | --------------------- | ------------------ | ----------- | --------- |
| 1     | Rebecca Soni          | Vereinigte Staaten | 2:19,59 min | WR, OR    |
| 2     | Satomi Suzuki         | Japan              | 2:20,72 min | ASR       |
| 3     | Julija Jefimowa       | Russland           | 2:20,92 min | ER        |
| 4     | Rikke Møller Pedersen | Dänemark           | 2:21,65 min | NR        |
| 5     | Martha McCabe         | Kanada             | 2:23,16 min |           |
| 6     | Micah Lawrence        | Vereinigte Staaten | 2:23,27 min |           |
| 7     | Suzaan van Biljon     | Südafrika          | 2:23,72 min |           |
| 8     | Sally Foster          | Australien         | 2:26,00 min |           |

## Bildergalerie

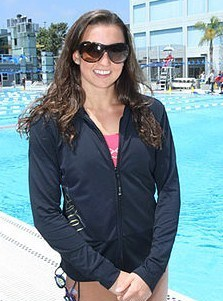
Titelverteidigerin und Weltmeisterin Rebecca Soni (USA) siegt mit neuem Weltrekord
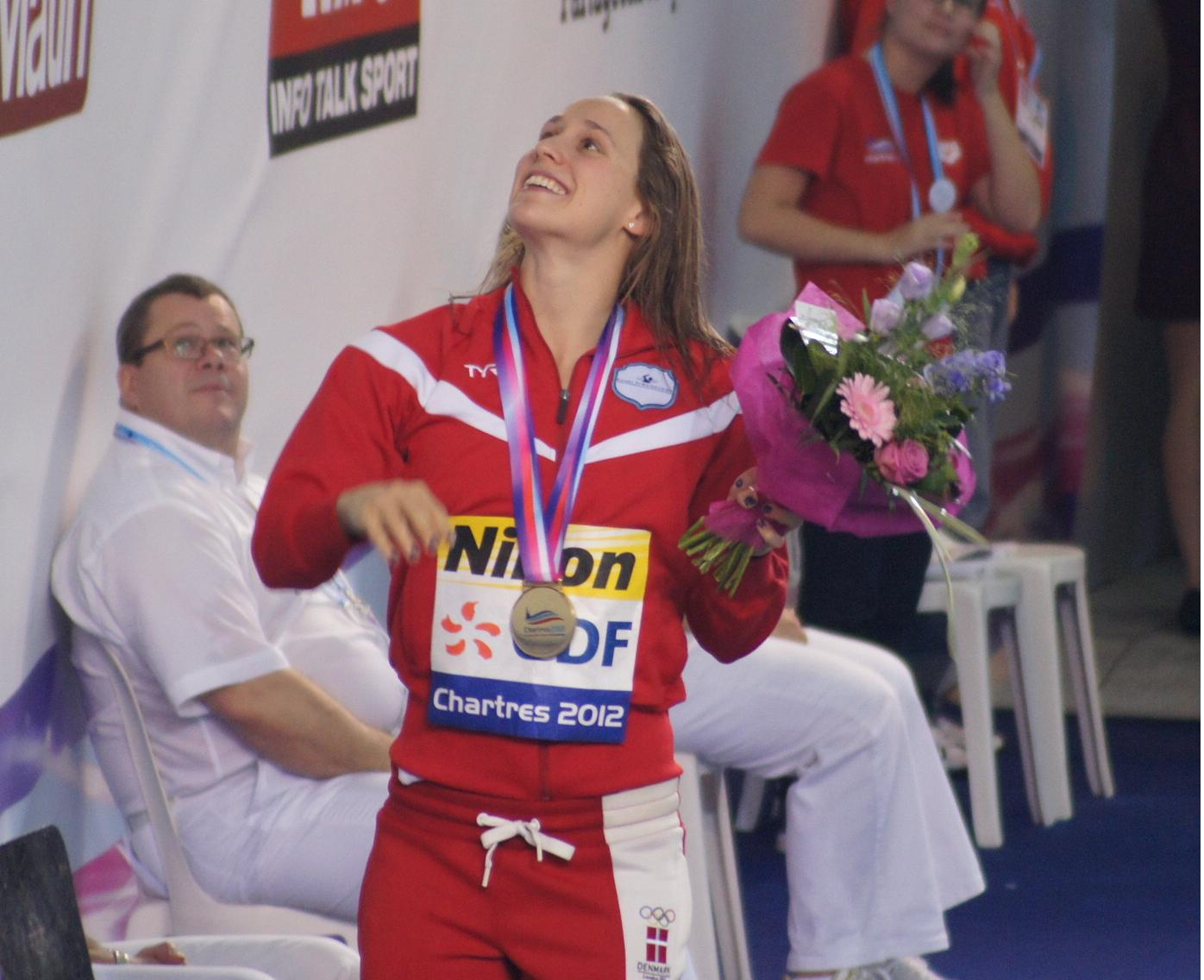
Rikke Møller Pedersen (DEN) wird im Finale Vierte mit Landesrekord
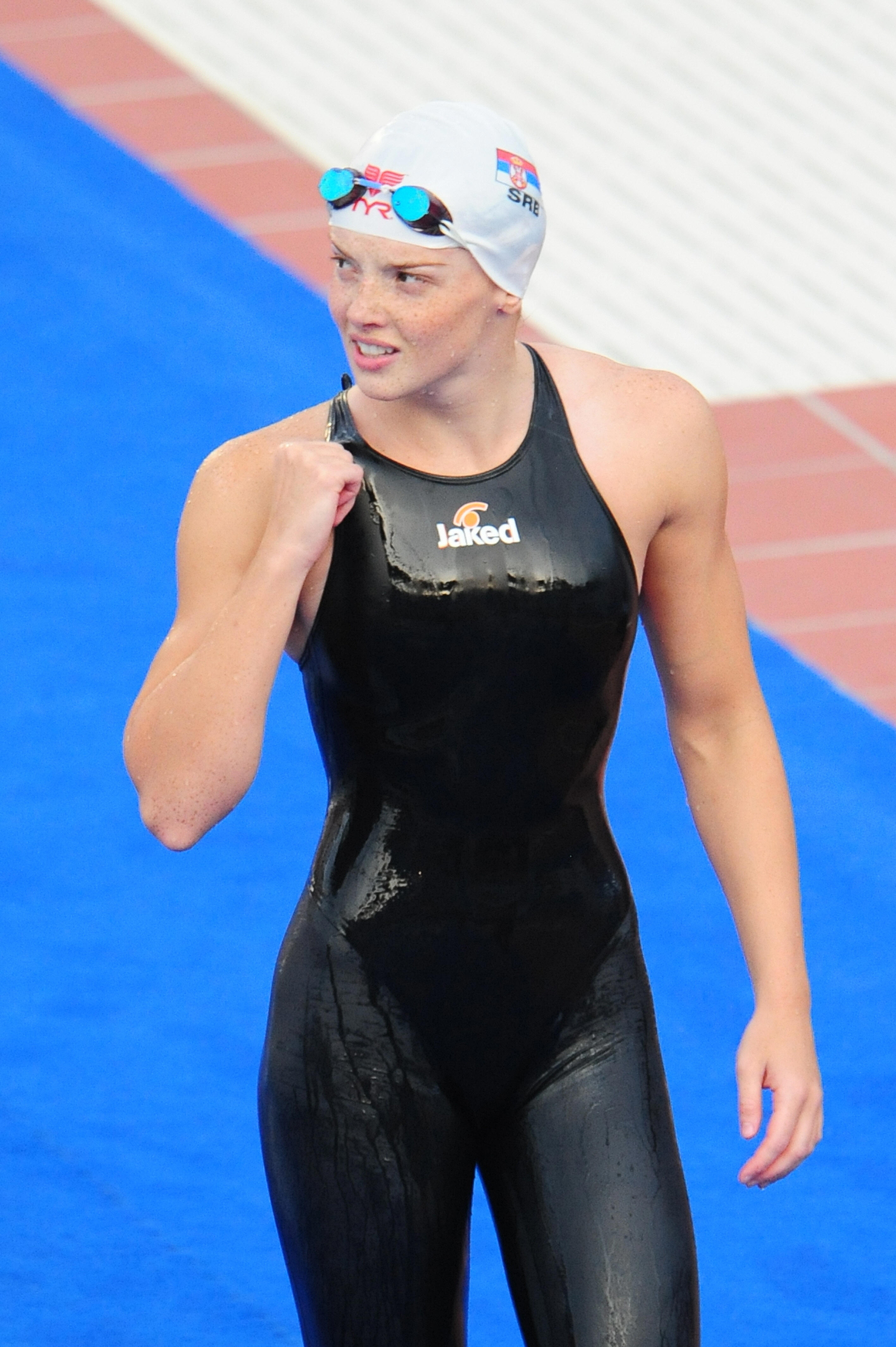
Nađa Higl (SRB) scheitert im Vorlauf (hier bei der EM 2010)